# فیروزآباد (بندپی شرقی)
یکی از روستاهای بخش بندپی شرقی، شهرستان بابل، استان مازندران، کشور ایران، است که وجه تسمیه آن برآمده از ساکنان آن که طایفهٔ فیروزجایی است می‌باشد.
این روستا با کد مستقل در فهرست آبادی‌های دهستان سجادرود بخش بندپی شرقی شهرستان بابل قرار دارد. این روستا از سمت شمال به روستاهای بالاگنج کلا و فلکا، از سمت شرق به مجتمع اداری و مرکز بخش بندپی شرقی، شهر گلوگاه، از سمت غرب به روستای ادملاء، و از سمت جنوب به اراضی جنگلی محدود می‌شود. این روستا که برابر سرشماری عمومی نفوس و مسکن ۱۳۹۰ خورشیدی دارای ۱۵۷ خانوار و ۵۸۰ نفر جمعیت می‌باشد از تجمیع چند روستا و نقطه فرعی که قبل از انقلاب اسلامی شاه کلا، برف چال سی و لپر نام داشتند به نام واحد فیروزآباد تغییر نام پیدا کرد به این دلیل که اکثر ساکنانش را ایل فیروزجایی تشکیل می‌دهد؛ و از بدو انقلاب اسلامی به این نام شناخته می‌شود. این روستا از بدو انقلاب اسلامی تاکنون دارای نهاد شورای اسلامی است و بعد از تصویب مجلس شورای اسلامی و اعلام رسمی تشکیل این نهاد، دوره‌های انتخابات شورای اسلامی در این دوره‌ها برگزار می‌شود و از ۱۳۸۶ خورشیدی با صدور مجوز از وزارت کشور نهاد مدنی و نیمه دولتی دهیاری در این روستا مستقر شده‌است.
روستای فیروزآباد در مسیر ارتباطی مراکز بخش‌های بندپی شرقی و غربی واقع شده و در محدوده و پیرامون آن اراضی وسیع از منابع طبیعی و جنگل زیبا و سرسبز قرار گرفته‌است که به دلیل بهره‌مندی از این مواهب طبیعی در طول سال، ایام تعطیلات به ویژه در عید نوروز و سیزدهم فروردین ماه و فصل تابستان پذیرای خیل عظیمی از گردشگران می‌باشد که از این حیث در صدر روستاهای جلگه‌ای بخش خود نیز قرار دارد. این روستا از نعمت آب، برق، تلفن و گاز طبیعی برخوردار است؛ و در موقعیت جغرافیایی خوبی قرار گرفته و از لحاظ نزدیکی و دسترسی به امکانات و مراکز اداری بخش (بندپی شرقی) به گونه‌ای است که اکثر ادارات از جمله: بخشداری، اداره ثبت احوال، کمیته امداد امام خمینی (ره)، شهرداری، شرکت توزیع نیروی برق، اداره دامپزشکی، دفتر شورای اسلامی بخش (بندپی شرقی)، دادگاه عمومی و انقلاب بخش (بندپی شرقی)، مجتمع فرهنگی امام خمینی (ره)، اداره منابع طبیعی و جنگلبانی و اورژانس در جوار و به فاصله دو دقیقه از این روستا قرار دارند. بیمارستان ۳۲ تختخوابی بندپی نیز در این روستا در حال ساخت می‌باشد.
با وجود تغییر سبک ساخت خانه‌ها در فیروزآباد، اما هنوز به تعداد انگشت شمار حیات در خانه‌هایی که به سبک قدیمی و از چوب (کل به کلی)[kal be kali]ساخته شده‌اند هم دیده می‌شود. روستای فیروزآباد دارای تکیه و حسینیهٔ سیدالشهدا (ع)، مسجد امیرالمؤمنین (ع)، دو مدرسهٔ ابتدایی و یک مدرسه راهنمایی می‌باشد.